# 私が彼を殺した
『私が彼を殺した』（わたしがかれをころした）は、東野圭吾による推理小説。加賀恭一郎シリーズの第5作。1999年2月に講談社から講談社ノベルス版が刊行され、2002年3月に講談社文庫版が刊行された。

## あらすじ
脚本家の穂高誠が、結婚式当日に毒殺された。容疑者は被害者のマネージャー、花嫁の兄、敏腕編集者の3人。事件後、3人は密かに述懐する。『私が彼を殺した』と。

## 登場人物
加賀恭一郎ついては加賀恭一郎シリーズ#登場人物を参照
穂高 誠（ほだか まこと）
被害者。
脚本家で、「穂高企画」のオーナー。鼻炎アレルギーに悩まされている。
神林 美和子（かんばやし みわこ）
穂高の婚約者。詩人。
神林 貴弘（かんばやし たかひろ）
美和子の兄。
家の事情で15年間美和子と離れて暮らしていたため、美和子に対して恋愛感情を持っている。
駿河 直之（するが なおゆき）
穂高のマネージャー。
会社の金を横領したことで無職になっていたところ、穂高に声を掛けられ雇われた。浪岡（後述）に好意を持っていた。猫を飼っている。
雪笹 香織（ゆきざさ かおり）
美和子の担当編集者。
以前、穂高の恋人だったことがあるが遊び相手に過ぎず捨てられた。
浪岡 準子（なみおか じゅんこ）
動物看護士。
駿河と同じマンションに住んでいる。つい最近まで穂高と付き合っており、美和子との婚約を知り服毒自殺する。
西口 絵里（にしぐち えり）
香織の後輩の編集者。
香織と共に穂高・美和子の結婚式に参加した。

## 備考
- 同じ最後まで犯人が明かされない記述法の作品に『どちらかが彼女を殺した』があり、今作はさらに難しくなっている。文庫版には袋綴じの解説がついている。

## 書籍情報
- 単行本：1999年2月3日発売[1]、 講談社、ISBN 978-4-06-182046-3
- 文庫本：2002年3月15日発売[2]、講談社文庫、ISBN 978-4-06-273385-4
- 文庫本新装版：2023年7月14日発売[3]、講談社文庫、ISBN 978-4-06-532584-1